# Dreischeibenhaus
Das Dreischeibenhaus (auch oft  Dreischeibenhochhaus) ist ein 94 Meter hohes Büro- und Verwaltungsgebäude in der gleichnamigen Straße (bis 2013 August-Thyssen-Straße) am Hofgarten im Düsseldorfer Stadtteil Stadtmitte. Während seiner Nutzung durch den Thyssen- bzw. Thyssen-Krupp-Konzern wurde es auch Thyssen-Haus oder Thyssen-Hochhaus genannt. Es zählt zu den bedeutendsten Zeugnissen der Nachkriegsmoderne im Internationalen Stil und gilt als Symbol des sogenannten Wirtschaftswunders. Zusammen mit dem Düsseldorfer Schauspielhaus bildet es am Gustaf-Gründgens-Platz ein antithetisches Gebäudeensemble.

## Geschichte

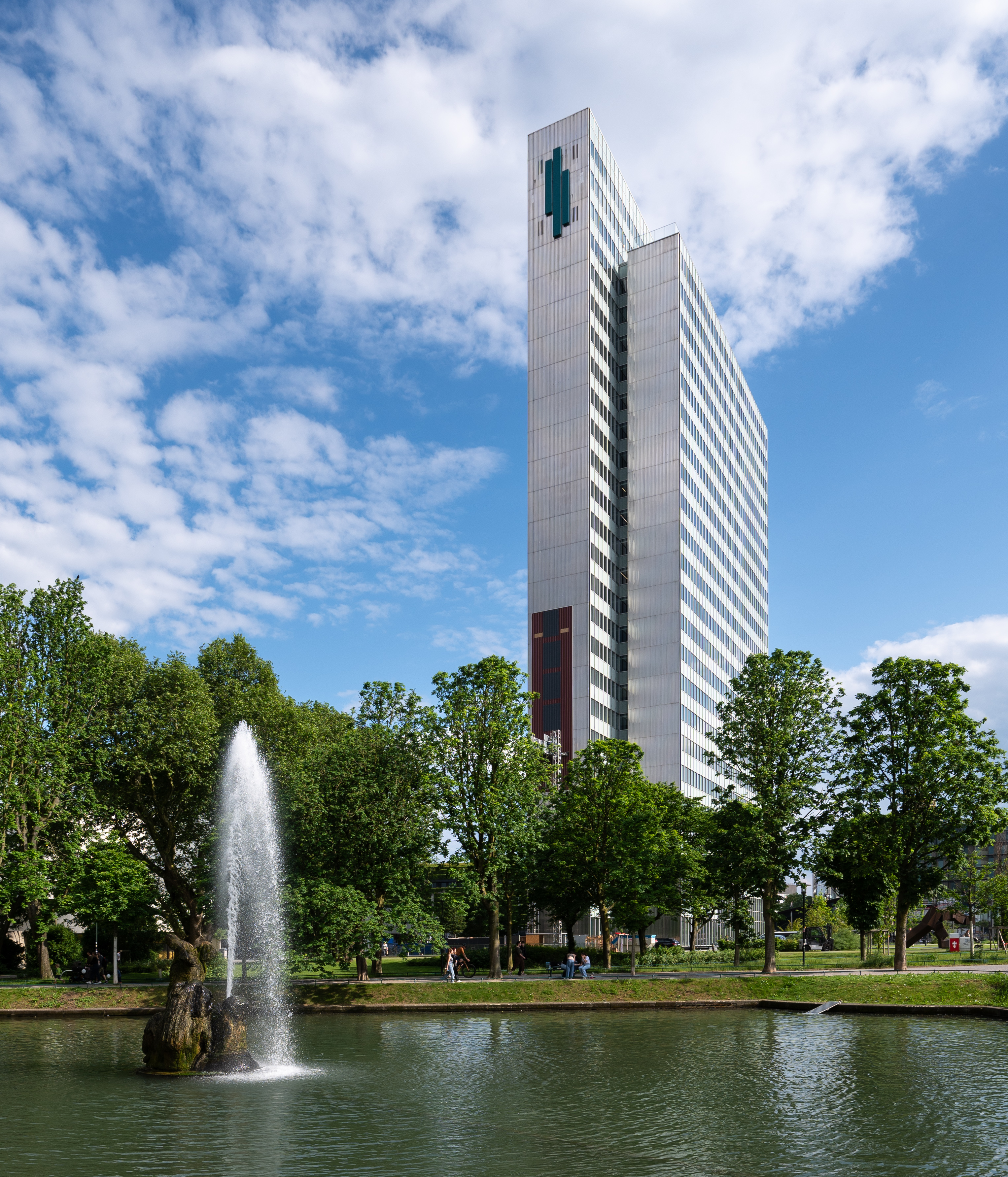
Dreischeibenhaus vom Hofgarten aus fotografiert (2024)

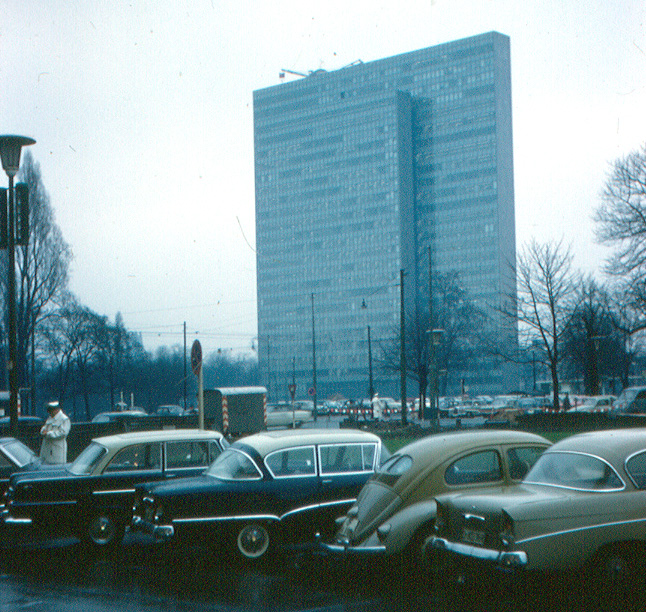
Dreischeibenhaus in der Bauphase (1960)

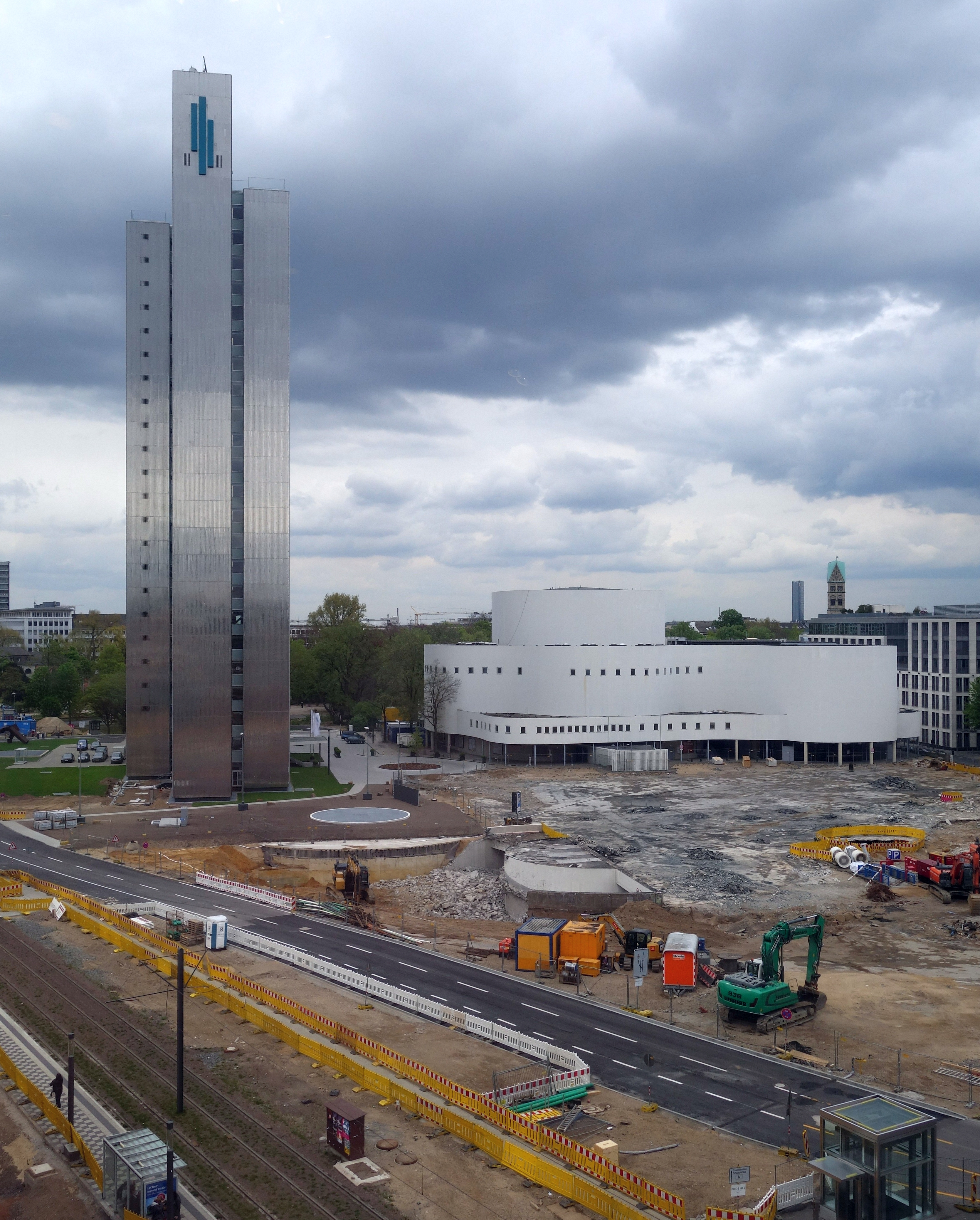
Dreischeibenhaus und Schauspielhaus während der Arbeiten zum Kö-Bogen (2017)

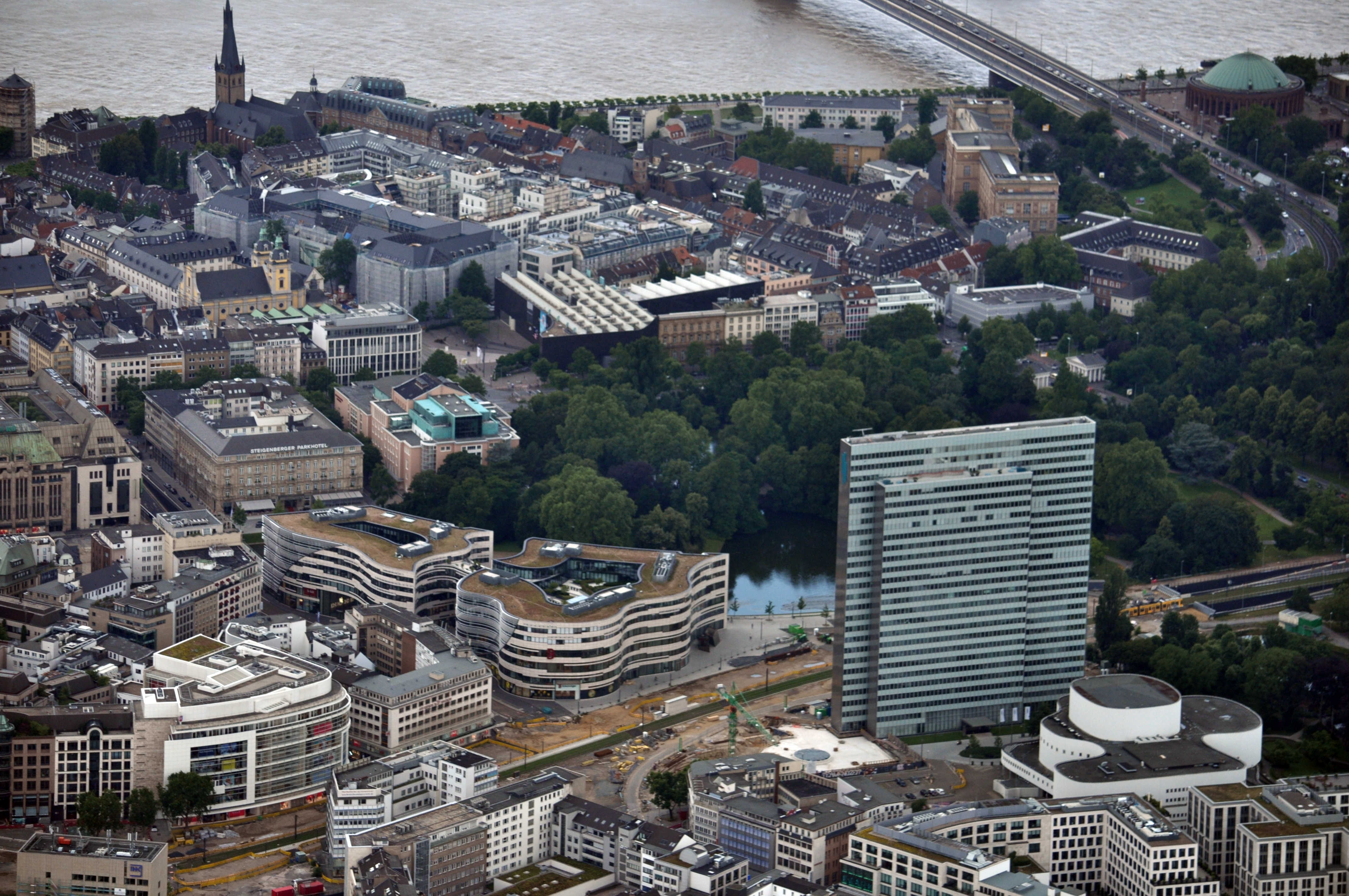
Lage des Gebäudes

1955 aus einem Wettbewerb der Phoenix-Rheinrohr AG Vereinigte Hütten- und Röhrenwerke hervorgegangen, wurde der mit einer Vorhangfassade bekleidete Stahlskelettbau, dessen Gestalt an parallel zueinander und aufrecht stehende Brammen erinnert, in den Jahren 1957 bis 1960 von den Düsseldorfer Architekten Helmut Hentrich und Hubert Petschnigg zusammen mit den jungen Architekten Fritz Eller, Erich Moser und Robert Walter errichtet. Zu Beginn des Wettbewerbsverfahrens hatten die Architekten Hentrich und Petschnigg noch eine „Variante des Pirelli-Hochhauses“ vorgeschlagen, dann aber waren sie nach einer gemeinsamen Reise in die USA, an der auch der Düsseldorfer Beigeordnete Friedrich Tamms teilgenommen hatte, durch den Rat ihrer amerikanischen Kollegen zu der Überzeugung gelangt, dass das Bürohochhaus in Form der schließlich realisierten Lösung entwurflich auszuarbeiten ist. Tragwerkplaner war Kuno Boll. Der Bauherr war die Phoenix-Rheinrohr AG Vereinigte Hütten- und Röhrenwerke mit ihrem illustren Generaldirektor und Wirtschaftswunder-Vorzeigeunternehmer Fritz-Aurel Goergen (bis 1957), die dort ihren Firmensitz einrichtete (1964 Übernahme durch die Thyssen AG). Deshalb wurde der Bau anfangs auch ‚Prinz Aurels Pyramide‘ genannt. Im Erdgeschoss war 1961 die damals hochmoderne Datenverarbeitungsanlage IBM 7070 installiert. Seit der Fusion von Thyssen und Krupp im Jahr 1999 war ein Teil des Firmensitzes der ThyssenKrupp AG in dem Hochhaus untergebracht. Im Frühjahr 2007 verkündete Thyssen seinen Wegzug aus Düsseldorf und verkaufte die Immobilie für geschätzte 100 Millionen Euro an die Immobilienfonds-Tochter RREEF der Deutschen Bank.
Der Umzug in das Essener Thyssenkrupp-Hauptquartier erfolgte im Juni 2010. Im Juni 2011 wurde bekannt, dass das Gebäude für 72 Millionen Euro an die Momeni Projektentwicklung GmbH weiterverkauft wurde. Die neue Eigentümerin plante, das Gebäude bis zum Jahr 2013 denkmalgerecht umzubauen. Hinter dem Käufer hat die Black-Horse-Investment (BGI) der Familie Schwarz-Schütte in Düsseldorf, den früheren Eigentümern von Schwarz Pharma, die Finanzierung gesichert.
Nach dem Umbau und der Komplettsanierung unter Regie des Architekturbüros HPP Hentrich-Petschnigg und Partner, Düsseldorf, wurden 35.000 Quadratmeter Büroflächen vollständig an Mieter wie A.T. Kearney, Allen & Overy, Alltours, Black Horse Investment, Cadman, Collection Business Center, Gleiss Lutz, Jones Lang LaSalle, Latham & Watkins, Roland Berger, die Unternehmensberatung Leyton sowie an die internationale Wirtschaftskanzlei Clyde & Co  vermietet. Highlights sind die repräsentative Vorfahrt, eine großzügige, zweigeschossige Lobby, sowie Dachterrassen mit Panoramablick. Die Revitalisierung mit besonderem Fokus auf Fassade, Gebäudetechnik und Innenausbau erfolgte nach Green-Building-Kriterien und soll eine LEED-Zertifizierung in Gold-Standard erhalten. Am 12. März 2015 wurde das Dreischeibenhaus in der Kategorie „Best Refurbishment“ mit dem MIPIM Award ausgezeichnet. Ein Restaurant mit dem Namen „Phoenix“ in der ehemaligen Telefonzentrale des Erdgeschosses, dessen Interieur die Berliner Architekten Irina Kromayer und Etienne Descloux gestalteten, wurde im Dezember 2015 eröffnet.
Das Dreischeibenhaus gehört zu den bekanntesten und bedeutendsten Hochhäusern Deutschlands. Es gilt als „erstes Zeichen für eine neue Phase der Architektur (…), in der gezielt Anschluß an internationale Entwicklungen in der westlichen Welt gesucht wurde.“ In unmittelbarer Nähe wurden 1961 bis 1962 der Tausendfüßler (2013 abgerissen) sowie 1965 bis 1969 das Düsseldorfer Schauspielhaus errichtet, direkt nebenan wurde ab 2017 das Projekt Kö-Bogen verwirklicht.
Der Architekt Helmut Hentrich und seine Partner genossen seit dem Bau des Dreischeibenhauses weltweite Anerkennung. In 13 Städten Westdeutschlands und Südafrikas erbaute ihr Großbüro insgesamt über 40 Hochhäuser. Zusammen mit dem Pirelli-Hochhaus beeinflusste das Dreischeibenhaus die Entwicklung von Wolkenkratzern der 1960er und 1970er Jahre in den Vereinigten Staaten: Zugunsten plastischer Effekte, einer ununterbrochenen, maßstabslosen Einheitsform und eines abstrakten Ideals wurde das Herzeigen von Funktion und Struktur untergeordnet.

## Konstruktion und Gestaltung
Seine Bezeichnung verdankt das Dreischeibenhaus der Gliederung in drei rechteckige, parallele, gegeneinander versetzte, nur ca. 8,5 m breite Elemente, von denen das mittlere mit 96 Metern und 26 Etagen das höchste ist. Durch das Breite-Höhe-Verhältnis von 1:11 auf einer maximalen Länge von ca. 86 m ergeben die Gebäudeteile die Anmutung großer Scheiben. Sie nehmen auf ihrer gesamten Breite die Bürogrundrisse von insgesamt 33.700 Quadratmetern auf. Die zugehörigen Erschließungsflure sind in den „Fugen“ zwischen den Scheiben angeordnet und treten optisch hinter der Fassade zurück. Dadurch erhält das Gebäude einerseits seine signifikante Optik, andererseits musste man Einbußen in der Funktionalität hinnehmen. Dort, wo sich die Scheiben decken, liegt der Gebäudekern mit Aufzügen und sanitären Anlagen. Durch diese Anordnung wird die Verkehrsfläche stark reduziert. Die freie Aufteilung der Räume ist, insbesondere in den vorspringenden Endstücken und den obersten Geschossen der mittleren Scheibe, eingeschränkt. Dennoch erlaubt das System, dass die Flächen sich sowohl zu Einzelbüros an Fluren aufteilen lassen, als auch zu Großraumbüros, Sitzungssälen und Gemeinschaftsräumen zusammengefasst werden. Aufgrund dieser Eigenschaft galt das Dreischeibenhaus als Prototyp einer neuen Bürohausarchitektur.
Das Haus ist ein Skelettbau mit steifen Giebelscheiben und einer betont einfachen und klaren Vorhangfassade aus Edelstahl, Aluminium und Glas. Als Besonderheit mag man ansehen, dass im Falle des Thyssen-Hochhauses der Bauherr selbst der Hersteller der für die Tragkonstruktion benötigten Stahlrohre war. Als Stahl-Glas-Kubus repräsentiert das Gebäude die sich in der Zeit nach dem Zweiten Weltkrieg in den Citys der westlichen Welt etablierenden Bank- und Verwaltungsgebäude nach Grundgedanken des Architekten Ludwig Mies van der Rohe und des Congrès International d’Architecture Moderne.

## StahlplastikMonumento

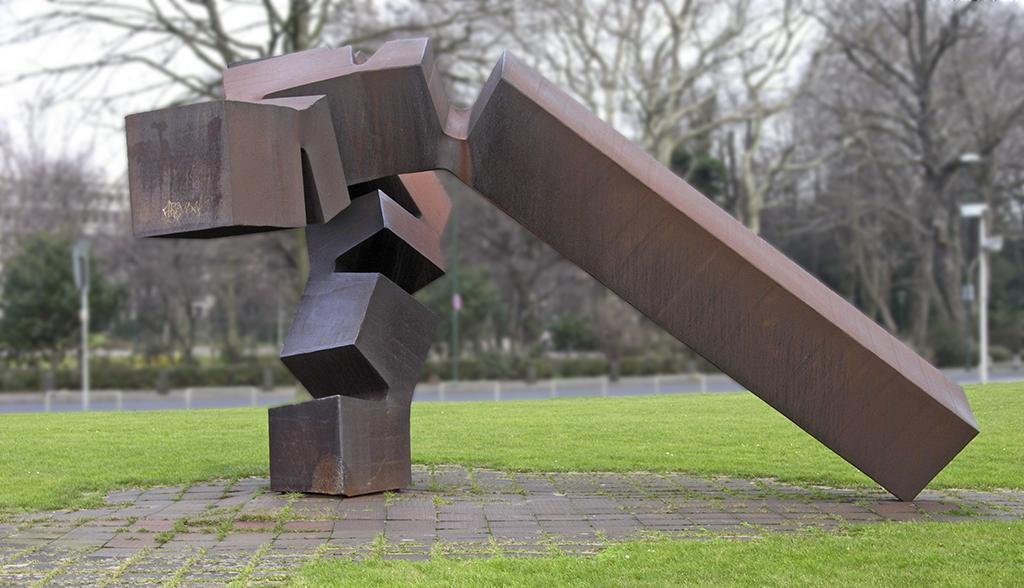
Monumento, Stahlplastik von Eduardo Chillida, 1971

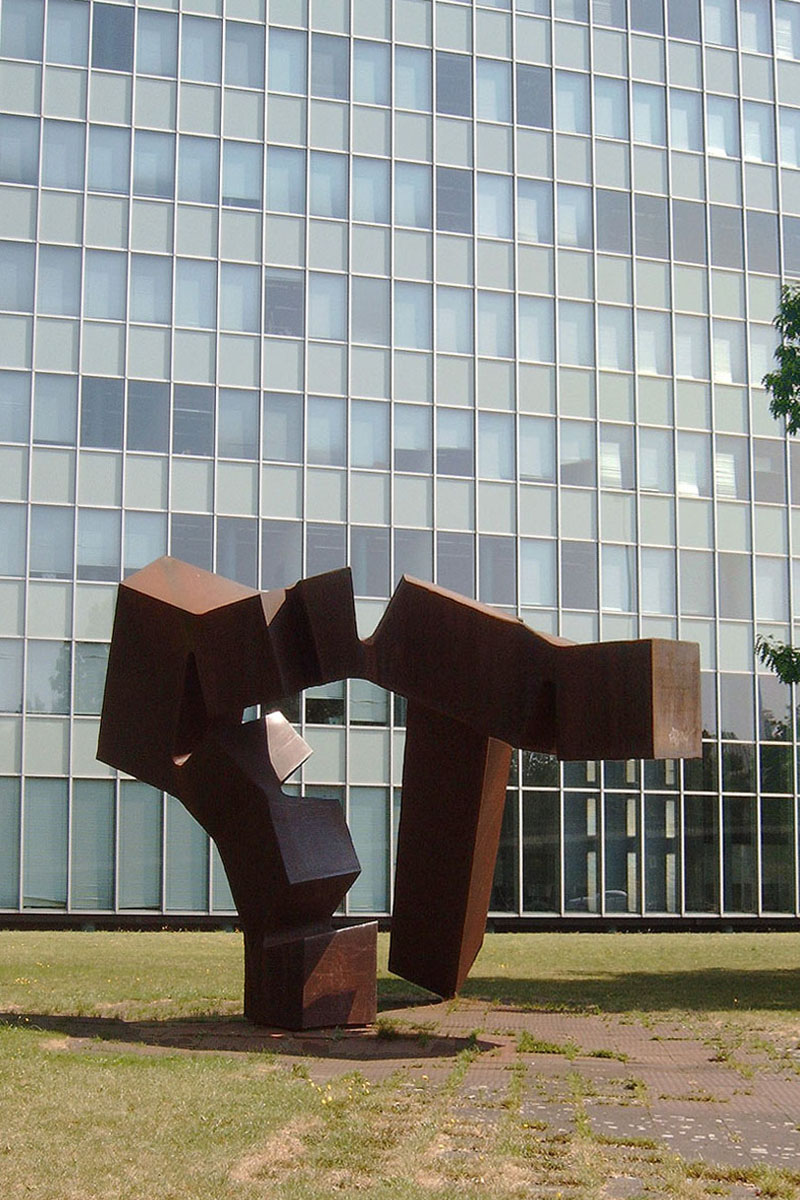
Ansicht der Stahlplastik mit der Rasterfassade des Dreischeibenhauses im Hintergrund

Zum hundertsten Jubiläum der Firma Thyssen wurde am 23. Juni 1971 in der Grünanlage auf der Westseite des Dreischeibenhauses die knapp vier Meter hohe Stahlplastik Monumento des baskischen Bildhauers Eduardo Chillida aufgestellt. Das Objekt aus Cortenstahl, das die signifikante Rostpatina dieses Materials zeigt, ist eine Schenkung der Firma Thyssen an die Stadt Düsseldorf.

## Zitate
- Helmut Jahn: „Das ist so interessant und markant, das wird nie aus der Mode kommen.“
- Daniel Libeskind: „Solche Gebäude kennt man schon, bevor man sie besucht.“
- „In Stahl und Glas werden die Ausrufezeichen des Wirtschaftswunders an der südlichen Pforte des Ruhrgebiets errichtet.“  Süddeutsche Zeitung, 1. August 1958
- „[Eine] Art Manhattan im Grünen (…). Eine phantastische Zukunftsvision!“ Die Welt, 20. September 1958

## Filmische Wiedergabe
Im Film Cloud Atlas (2012) wurde die Glasfassade der Ostseite des Dreischeibenhauses mit dem Haupteingang in eine Filmszene montiert, die das San Francisco der 1970er Jahre darstellen soll.